# Andrews Thazhath

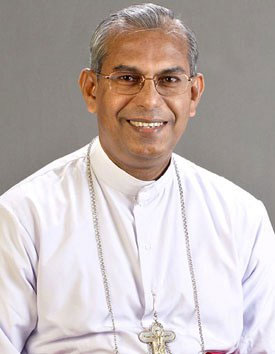
Erzbischof Andrews Thazhath

Andrews Thazhath (* 13. Dezember 1951 in Pudukad, Indien) ist ein indischer Geistlicher und syro-malabarischer Erzbischof von Trichur.

## Leben
Andrews Thazhath empfing am 14. März 1977 das Sakrament der Priesterweihe für das Bistum Trichur inkardiniert.
Am 18. März 2004 ernannte ihn Papst Johannes Paul II. zum Titularbischof von Aptuca und bestellte ihn zum Weihbischof in Trichur. Der Erzbischof von Trichur, Jacob Thoomkuzhy, spendete ihm am 1. Mai desselben Jahres die Bischofsweihe; Mitkonsekratoren waren der Bischof von Palghat, Jacob Manathodath, und der Bischof von Irinjalakuda, James Pazhayattil. Am 22. Januar 2007 ernannte ihn Papst Benedikt XVI. zum Erzbischof von Trichur. Die Amtseinführung erfolgte am 18. März desselben Jahres.
Am 30. Juli 2022 ernannte ihn Papst Franziskus zusätzlich zum Apostolischen Administrator sede plena des Großerzbistums Ernakulam-Angamaly. Am 7. Dezember 2023 nahm Papst Franziskus seinen Rücktritt vom Amt des Apostolischen Administrators an.